# ニケ・ワーグナー

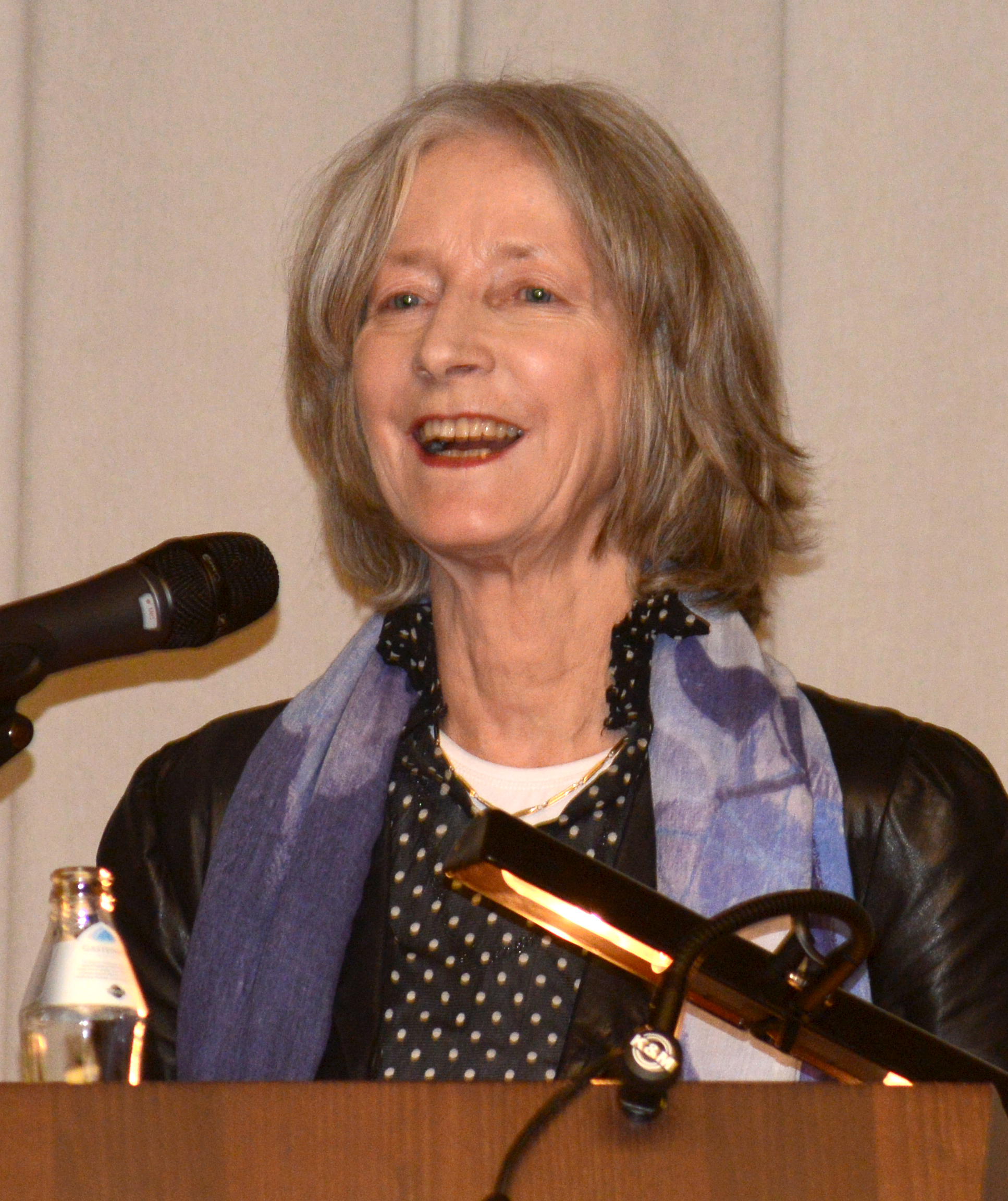
2014年2月26日、オーストリア・リンツでの講演にて

ニケ・ワーグナー(ドイツ語：Nike Wagner、1945年6月9日 - ）は、ドイツの文筆家、劇作家。2004年から2013年まで、ヴァイマル文化祭典の芸術総監督。ボーデン湖の湖畔のユーバーリンゲン生まれ。

## 経歴
ヴィーラント・ワーグナーと、ダンサーで振付師の妻ゲルトルート・ワーグナー（旧姓ライシガー、1916年 - 1988年）の3番目の子。1946年から、バイロイトのリヒャルト・ワーグナーの住居ヴァーンフリート荘で育てられた。ジークフリート・ワーグナーの孫、リヒャルト・ワーグナーの曽孫、フランツ・リストの玄孫に当たる。
ミュンヘン、ベルリン、米国で音楽・演劇・文学を学び、米国では「電子音楽作曲家」としても活動した。1967/68年、北ドイツ放送テレビ局の編集助手を務めた。1971年から1974年までイリノイ州のノースウェスタン大学でティーチング・アシスタントを務め、1973年、カール・クラウスの研究で博士号を取得。指導教員はオーストリアからの亡命学者、エーリッヒ・ヘラー(1911-1990)。
1975年からフリーランスの文筆家。ドイツ国内外で開かれる音楽・文学のシンポジウムや対談イベントに数多く参加している。1984年から1986年まで、ベルリン学術コレークのフェロー。2001年、ハンブルク市から文化評議員(Kultursenator)の職を提示されるが、ハンザ都市の文化予算の増額要求が断られると、これを辞退した。2002年、オックスフォード大学の客員教授。2003年、ドイツ連邦議会が主催する「ドイツの文化」アンケート委員会に外部識者として参画。2002/03年、バイエルン州立歌劇場のヘルベルト・ヴェルニケとデイヴィッド・オルデンによる「リング」上演に文芸部員（ドラマトゥルグ）として関わった。2004年、ワイマール文化祭典の芸術総監督に就任。
バイロイト音楽祭の長期政権を続けた叔父、ヴォルフガング・ワーグナーに対して痛烈な批判を繰り返し表明し、長年に渡り後任の座を要求してきた。1999年、エルマール・ワインガルテンと組んで音楽祭総支配人に応募したのを皮切りに、ペーター・ルジツカとの応募が続き、2008年には、最初はエファ・ワーグナー・パスキエと組んで試み、応募締切の間際にはジェラール・モルティエとのコンビに変えて応募した。バイロイト財団評議会が2008年9月1日、22票の多数決（2票の保留票）でエファ・ワーグナー・パスキエとカタリーナ・ワーグナーのコンビに決定すると、用意された声明を発表し、「不審に満ちた選考過程」とのコメントを出した。この批判は評議会議長より却下された。
2013年5月、ボン市より、ベートーヴェン祭典の総監督の職を提示された。5月22日/23日、市の文化委員会と市議会が議決すると、2014年1月1日、ニケ・ワーグナーは、チューリッヒのトーンハレに転属となったイローナ・シュミールの後任としてこれを受諾した。2019年になると、ニケは2020年で満了となる契約を更新しないことを明らかにした。
1986年からウィーンに在住。俳優で台本作家の夫ジャン・ローネイとの間に、ダンサー・振付師・舞台美術家の娘ルイーゼ・ワーグナー（1981年 - ）がいる。再婚相手は音楽学者のユルク・シュテンツル（1942年 - ）。

## 顕彰
- 1999: ドイツ言語・詩歌アカデミー(Deutsche Akademie für Sprache und Dichtung)の会員
- ザクセン芸術アカデミー、文学クラス(Literaturklasse der Sächsischen Akademie der Künste)の会員
- 2012: ハイデルベルク教育大学の名誉教授[11]
- 2013: テューリンゲン州功労勲章(Verdienstorden des Freistaats Thüringen)
- 2019: ボン・ブレッケメン賞(Bröckemännche-Preis)[12]

## 著作
- 1976：『ヴォルフ・ジークフリート・ワーグナー、ゲルトルート・ワーグナー、ニケ・ワーグナー 図像入り私たちの家族の歴史、バイロイト1876-1976』

[Wolf Siegfried Wagner, Gertrud Wagner, Nike Wagner: Die Geschichte unserer Familie in Bildern, Bayreuth 1876–1976. Rogner & Bernhard, München 1976.]
- 1982：『精神と性 カール・クラウスとウィーン近代のエロティーク』（博士論文の出版）

[Geist und Geschlecht. Karl Kraus und die Erotik der Wiener Moderne. Suhrkamp, Frankfurt am Main 1982 (Dissertation).]
- ニーケ・ワーグナー『世紀末ウィーンの精神と性』、菊盛英夫訳、筑摩書房、1988年

- 1991：『ねえ、そんなにヒステリックにならないで』（寄稿集）

[Mann, sei nicht so hysterisch. Matthes und Seitz, München 1991 (Aufsatzsammlung).]
- 1995：編著『ワーグナーについて 音楽家・詩人・愛好家として　アンソロジー』

[Nike Wagner (Hrsg.): Über Wagner. Von Musikern, Dichtern und Liebhabern. Eine Anthologie. Reclam, Stuttgart 1995, ISBN 3-15-009423-2.]
- 1998：『ワーグナー劇場』、再刊版：1999

[Wagner Theater. Insel, Frankfurt am Main 1998, ISBN 3-458-16898-2.]
　Neuausgabe: Suhrkamp, Frankfurt am Main 1999, ISBN 3-518-39579-3.
- 2001：『夢の劇場 近代の舞台』

[Traumtheater: Szenarien der Moderne. Insel, Frankfurt am Main 2001, ISBN 3-458-17069-3.]

## 映像
- 2007：「読む! 」。対話、30分、ZDF制作、初回放送：2007年6月26日、内容 [Lesen! Gespräch, 30 Min., Produktion: ZDF, Erstsendung: 26. Juni 2007, Inhaltsangabe (Memento vom 3. August 2007 im Internet Archive)]